# Pilar Pellicer
Pilar Pellicer (născută Pilar Pellicer López de Llergo; n. 12 februarie 1938, Ciudad de México, Mexic – d. 16 mai 2020, Ciudad de México, Mexic) a fost o actriță de film mexicană. La Ediția a XVII-a a Premiilor Ariel, Pellicer a câștigat Premiul Ariel pentru cea mai bună actriță pentru rolul din La Choca.

## Biografie
Ea a fost fiica lui César Pellicer Sánchez, un avocat de profesie, și a lui Pilar López de Llergo, ambii originari din Tabasco. La vârsta de 18 ani, a început să studieze la Academia de Dans Contemporan, unde a fost instruită de către Seki Sano. Mai târziu a abandonat dansul pentru a studia filozofia la Universitatea Națională Autonomă din Mexic. A studiat, de asemenea, la Instituto Nacional de Bellas Artes y Literatura. A debutat ca actriță în filmul El vendedor de muñecas în 1955.

## Deces
Pe 16 mai 2020, Pellicer murit din cauza COVID-19 la vârsa de 82 de ani, în timpul pandemiei de coronaviroză din Mexic.

## Filmografie selectată
- El vendedor de muñecas (1955)
- The Life of Agustín Lara (1959) - Admiradora joven
- Nazarín (1959) - Lucía (fără credite)
- Escuela de verano (1959) - Magdalena Dávila
- La Fièvre Monte à El Pao (1959) - Pilar Cárdenas (fără credite)
- Quinceañera (1960) - Olivia
- El gángster (1965) - (fără credite)
- Tajimara (1965) - Cecilia
- Pedro Páramo (1967) - Susana San Juan
- The Bandits (1967) - (fără credite)
- Day of the Evil Gun (1968) - Lydia Yearby
- Las visitaciones del diablo (1968) - Paloma
- Los amigos (1968)
- Santa (1969)
- La trinchera (1969)
- ¿Porque nací mujer? (1970) - Josefa
- El mundo del los muertos (1970) - Doña Damiana Velazquez / Alicia
- Santo y Blue Demon: El mundo de (1970)
- Siempre hay una primera vez (1971) - (segmentul „Isabel”)
- Una mujer honesta (1972)
- Los perturbados (1972) - (segmentul „La Búsqueda”)
- Manuel Saldivar, el texano (1972)
- El Festín de la Loba (1972) - Gloria
- La Choca (1974) - La Choca
- Las Poquianchis (1976) - Santa
- Balún Canán (1977) - Matilde
- El mexicano (1977)
- Los amantes frios (1978) - Jacinta (segmentul „El difunto al pozo y la viuda al gozo”)
- Las del talon (1978)
- Tres Mujeres en la Hoguera (1979) - Mané
- Cadena perpetua (1979) - Mujer de Pantoja
- Las golfas del talón (1979)
- Rigo es amor (1980) - La Tulipana
- Con la muerte en ancas (1980) - Madre de Casey
- Zorro, the Gay Blade (1981) - Don Francisco's Wife
- Las Siete Cucas (1981)
- Showdown at Eagle Gap (1982) - Señora Romero
- Dulce espiritu (1986)
- Amor a la vuelta de la esquina (1986)
- Un asesino anda suelto (1991)
- Marea suave (1992)
- Playa azul (1992) - Señora
- El ocaso del cazador (2017) - (ultimul rol de film)

### TV
- El Camino Secreto (1986-1987) - Yolanda
- Muchachitas (1991) - Martha Sanchez-Zúñiga de Cantú
- Huracán (1997-1998) - Ada Vargas Lugo
- Primer amor... a mil por hora (2000-2001) - La Chonta
- Sin pecado concebido (2001) - Loló de la Barcena
- La Madrastra (2005) - Sonia
- Mujeres Asesinas 3 (2010, Episod: „Las Cotuchas, empresarias”) - Amparo Quezada
- Triumful Dragostei (2010-2011) - Eva Grez
- Como dice el dicho (2012-2013) - Dalia / Gertrudis
- La Gata (2014) - Dona Rita Olea Pérez